# Raziskovalec
Raziskoválec je znanstvenik, ki raziskuje nova celinska ali morska področja.
Raziskovalcem, ki raziskujejo polarna področja, rečemo polarni raziskovalci.